# Daniel Brosinski
Daniel Brosinski (Karlsruhe, 17 juli 1988) is een Duits voetballer die doorgaans als rechtsback speelt. Hij tekende in 2014 bij FSV Mainz 05.

## Clubcarrière
Brosinski verruilde in 2008 Karlsruher SC voor FC Köln. Op 21 februari 2009 debuteerde hij in de Bundesliga tegen Bayern München. Nadat Fabrice Ehret Köln op voorsprong bracht, verdubbelde Brosinski de score waardoor Köln met een 0-2 voorsprong de rust inging. Bayern München kwam in de tweede helft niet verder dan een aansluitingstreffer van Daniel Van Buyten waardoor Köln met 1-2 won in de Allianz Arena.
In januari 2011 verliet hij Köln voor SV Wehen Wiesbaden. Na twee seizoenen MSV Duisburg en één seizoen SpVgg Greuther Fürth tekende Brosinski in juli 2014 een vierjarig contract bij FSV Mainz 05.

## Interlandcarrière
Brosinski verzamelde vier caps voor Duitsland –20, waarin hij eenmaal trefzeker was.